# Зеда-Месхети
Зеда-Месхети (груз. ზედა მესხეთი) — село в Грузии, на территории Цхалтубского муниципалитета края (мхаре) Имеретия.

## География
Село находится в западной части Грузии, на правом берегу реки Риони, на расстоянии 14 километров к юго-востоку от города Цхалтубо, административного центра муниципалитета. Абсолютная высота — 114 метров над уровнем моря.

## Население
По результатам официальной переписи населения 2014 года, в Зеда-Месхети проживало 1043 человека (512 мужчин и 531 женщина). В национальной структуре населения грузины составляли 100 %.
| Год  | Население, человек |
| ---- | ------------------ |
| 2002 | 1162               |
| 2014 | ↘ 1043             |